# 三宝 (道教)

## 美德
慈（仁愛），儉（儉樸），不敢為天下先（謙讓）。
出老子《道德经》第六十七章，「我有三寶，持而保之；一曰慈，二曰儉，三曰不敢為天下先。夫慈故能勇，儉故能廣，不敢為天下先，故能成器長。」

## 經教
道（太上無極大道），經（三十六部尊經），師（玄中大法師）。
出《道教義樞》，「《請問經》云：一者道寶，二者太上經寶，三者大法師寶。道以通達為義，謂能自通通他，又能令凡達理，通物至樂。太上經者，太言極大，備包眾理；上是勝出，超踰眾教，經即訓法、訓常，言由言徑。法為萬物軌範，常謂眾聖模刊，由是得理之所由，徑是入道之途徑。法師者，《消魔經》注云：能養生，教善行，為人範，是法師也。孟法師云：師者，和也，眾也。謂率徒必眾，接物必和。《盟威經》云：師，和也。但和有理有事。事和者，容人畜眾，事同水乳。理和者，思真詣聖，不違玄趣也。」
道教的「禮師存念訣」，援用「存思」法協助齋醮行儀，用於朝禮、願念乃至發揮護衛壇場，當中有段內容為召降聚會於玉京山上的太上三尊（道經師三寶或三清），令其降臨內壇高座。
出《道法會元·上清靈寶無量度人上道·禮師存念訣》：
1. 存道寶第一：「存見齋壇為玄都玉京山七寶城宮臺寶益獅子之座，座上有蓮花以為茵藉，座前獅子蹲踞相間，香官仗樂森然羅列。」「存思之時，皆應臨目，常見太上在高座上，老君在右，道君在左」
2. 存經寶第二：「在於太上之西，有七寶裝嚴光明帳座，座上有玉案，案上有經寶。絳霄之中，火鈴之室，花藉蘊函鎮覆經上，玉童玉女侍衛香燈，三十六部道德為宗，太上侍官立左」
3. 存師寶第三：「在於太上之東，七寶裝嚴光明帳座，座上有玄中大法師。」[3]

聞唱道時，兆存內景神光洞照壇席，分毫無翳，五臟六腑瑩若瑠璃，九光射于左右。正拜訖，次心禮九拜，存中有太上三尊在空玄之中敷設寶座，三界眾真朝禮，如玉京山朝會之儀。左有琅書金篇，真文寶符，自然之書，三十六部尊經，右有上古三師(經、籍、度三師)，及授法諸師環立。

## 內丹學
精（生命活動的物質基礎），氣（維持生命活動的動力），神（生命活動的統馭主宰）。
出《海瓊白真人語錄》，「夫人身中有內三寶，曰精、氣、神是也。神是主，精、氣是客。......萬神一神也，萬氣一氣也，以一而生萬，攝萬而歸一，皆在我之神也。」《天仙正理直論》，「修仙者必用精、炁、神三寶，此言只神炁二者，以精在炁中，精炁本是一故也。」